# 振動パック
振動パック（しんどうパック）は、1997年4月27日に任天堂から発売されたNINTENDO 64の周辺機器である。型番はNUS-013。

## 概要

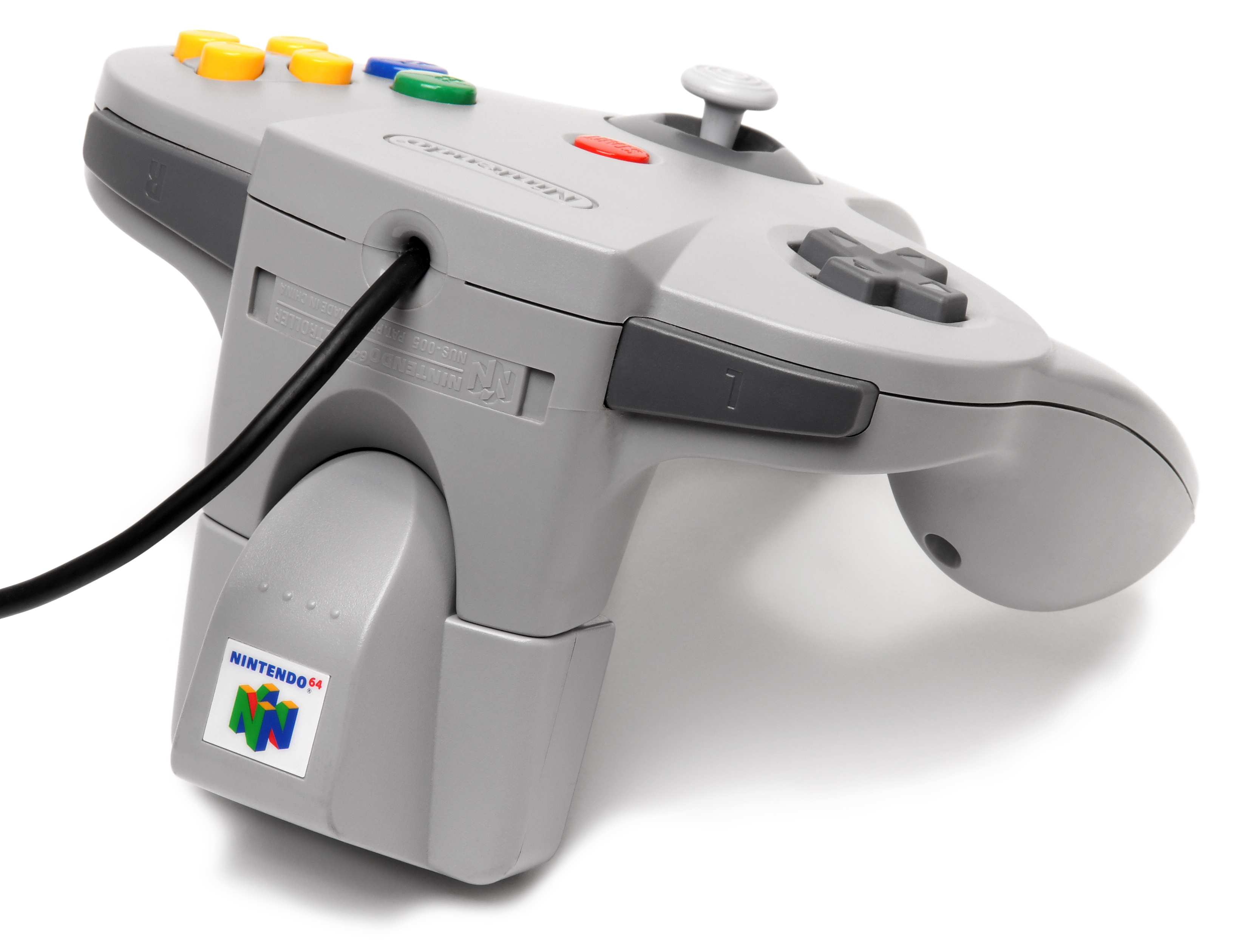
振動パックを装着したコントローラ

NINTENDO 64 コントローラの裏に付いているコネクタに接続して使用する。バイブレータが内蔵されており、対応ソフトにおいて、ゲーム中にプレイしているキャラクターが衝撃を受けたりすると、コントローラと一緒に振動する仕組みになっている（例えばレースゲームでのクラッシュなど。他にも、ホラーゲームで恐怖感を増すために使われる場合もある）。前述のとおりソフト側が対応している必要があり、非対応ソフトではコントローラに装着しても作動しない。
電源は本体からは供給されず、単四アルカリ乾電池を2本使用する。使われているのは携帯電話用ではなく、CDドライブ用のモーターである。
ソフトとしては『スターフォックス64』が初めて対応し、同ソフトとの同梱版が販売されていたことがある。また振動パックより前に発売されたが、後に振動パックに対応できるよう修正を加え改めて販売したソフトも存在する（『スーパーマリオ64』と『ウエーブレース64』）。
コントローラ（ゲームパッド）を振動させるという仕掛けは、これ以降ドリームキャスト（セガ）の周辺機器「ぷるぷるぱっく」、プレイステーション（ソニー・コンピュータエンタテインメント）の「デュアルショック」と、多くのゲーム機に採用された。ただし、デュアルショックではコントローラーのグリップの端部に二つの大きさが異なる振動モーターを埋め込む仕様が常識化し、マイクロソフトも初代XboxのDukeコントローラーの時点からデュアルショックと同じ方式の振動モーターを採用している。
後に発売された機種ではコントローラそのものにバイブレータが内蔵されていることが多く、バイブレータを追加するものはNINTENDO64（振動パック）、ドリームキャスト（ぷるぷるぱっく）、ニンテンドーDS（DS振動カートリッジ）と数が少ない。また、Nintendo Switch Onlineの加入者限定特典として販売されている「NINTENDO 64 コントローラー」では、SwitchのJoy-Conとしての機能を有する形で、バイブレータは内蔵となっており、振動パックの接続端子は搭載されていない。

## CM・PVでの宣伝例
- スーパーマリオ64・ウエーブレース64 - 振動パック対応バージョンのCMで広末涼子が宣伝。
- ゴールデンアイ 007 - CM内に「振動パックでブルブルします。」「痺れます。」という宣伝文句がある。該当記事の「TVCM」の節を参照。
- ぷよぷよSUN64 - PV内で振動パック対応をアピール。「ひとりでぷよぷよ」むずいモードの主人公シェゾ・ウィグィィが振動パックを挿してプレイしている横からふつうモードの主人公アルル・ナジャに攻撃されるオチ。なおこのPVでは後に発売されるプレイステーション版と同時に紹介していた。
- 電流イライラ棒 - ミスをした際の演出として振動パック対応を強く打ち出しており、CMのキャッチコピーは「痺れる5,980円（ゴーキュッパ）」。